# Liste autobiografischer Werke
Die Liste autobiografischer Werke ergibt eine Übersicht über bekannte Autobiografien.

## Antike
- Flavius Josephus, Aus meinem Leben. Hrsg. von Heinz Schreckenberg, Manuel Vogel, Josephus-Arbeitskreis des Institutum Judaicum Delitzschianum, Münster, Mohr Siebeck, Tübingen 2001, ISBN 978-3-16-147407-1.
- Augustinus von Hippo, Confessiones, kritische Edition von Lucas Verheijen (Corpus Christianorum, Series Latina 27), Turnhout 1981. Es gibt mehrere deutsche Übersetzungen. Sehr gut ist z. B. die bei Reclam erschienene zweisprachige (lat.-dt.) Ausgabe von Kurt Flasch und Burkhard Mojsisch, Stuttgart 2009.

## Mittelalter
- Petrus Abaelardus, sog. 'Historia calamitatum', in: Eberhard Brost (Hrsg.): Abaelard - Die Leidensgeschichte und der Briefwechsel mit Heloisa. Heidelberg 1979. S. 9–71. Historisch-kritische Ausgabe des Originaltextes: David Luscombe, Betty Radice (Hrsg.): The Letter Collection of Peter Abelard and Heloise. Oxford 2013. S. 2–121.
- Margareta Ebner, in: Philipp Strauch (Hrsg.): Margaretha Ebner und Heinrich von Nördlingen. Ein Beitrag zur Geschichte der deutschen Mystik. Freiburg i.Br. und Tübingen 1882. Faks.-Neudr. Amsterdam 1966. S. 167–403: die Briefe. Digitalisierte Ausgabe der Universitäts- und Landesbibliothek Düsseldorf
- Giraldus Cambrensis (= Gerald von Wales), De rebus a se gestis. H. E. Butler (Hrsg.), The Autobiography of Giraldus Cambrensis. Oxford 1937. Historisch-kritische Edition des Originaltextes in Giraldi Cambrensis opera, vol. 1, ed. John S. Brewer (Rerum Britannicarum ... scriptores, Bd. 21,1). London 1861.
- Guibert von Nogent, Monodiae („Einzelgesänge“). Bekenntnisse und Memoiren eines Abtes aus Nordfrankreich. 2 Bde., eingeleitet, übersetzt und herausgegeben von Reinhold Kaiser und Anne Liebe (Fontes Christiani 77/1–2). Freiburg, Basel, Wien 2019.
- Hermann von Köln alias Hermannus quondam Iudaeus, in: Jean-Claude Schmitt, Die Bekehrung Hermanns des Juden. Autobiographe, Geschichte und Fiktion. Stuttgart 2006, S. 286–330. Historisch-kritische Edition des Originaltextes von Gerline Niemeyer, Weimar 1963 (Monumenta Germaniae Historica, Quellen zur Geistesgeschichte des Mittelalters, Bd. 4).
- Johannes Kingsattler, genannt König, Professor der Rechte an der Universität Tübingen (geb. 1486). Johannes Haller, Die Anfänge der Universität Tübingen 1477–1537, Stuttgart 1927, Bd. 2, S. 211*-224*.
- Karl IV. (HRR), Vita Caroli Quarti - Die Autobiographie Karls IV. Hrsg. v. Eugen Hillenbrand. Stuttgart 1979.
- Matthäus Hummel, Frank Rexroth, Karriere bei Hof oder Karriere an der Universität? Der Freiburger Gründungsrektor Matthäus Hummel zwischen Selbst- und Fremdbestimmung, in: Zeitschrift für die Geschichte des Oberrheins, Bd. 141 (1993), S. 155–183.
- Rupert von Deutz, Os meum aperui. Die Autobiographie Ruperts von Deutz. Hrsg. v. Walter Berschin. Köln 1985. Historisch-kritische Edition des Originaltextes ist Rupert von Deutz, De gloria et honore filii hominis super Mattheum. Hrsg. v. Hraban Haacke (Corpus Christianorum, Continuatio Mediaevalis, Bd. 29). Turnhout 1979, S. 363–396.
- Heinrich Seuse, in: Heinrich Seuse. Deutsche Schriften. Hrsg. v. Karl Bihlmeyer. Stuttgart 1907 (Nachdruck Frankfurt a. M. 1961) online
- Heinrich Seuse, in: Heinrich Sese. Heinrich Seuses deutsche Schriften. 1. u. 2. Band. Übertr. u. eingel. v. Walter Lehmann. Jena 1911
- Heinrich Seuse, in: Des Mystikers Heinrich Seuse O. Pr. Deutsche Schriften. Eingeleitet, übertragen und erläutert v. Nikolaus Heller. F. H. Kerle, Heidelberg 1926
- Suger von Saint-Denis, De administratione. Andreas Speer, Günther Binding (Hrsg.), Abt Suger von Saint-Denis. Ausgewählte Schriften. Darmstadt 2000, S. 253–371.
- Friedrich Sunder, Das Gnaden-Leben des Friedrich Sunder, Klosterkaplan zu Engelthal, in: Siegfried Ringler: Viten- und Offenbarungsliteratur in Frauenklöstern des Mittelalters. Quellen und Studien. Artemis, München 1980 (S. 391–444).

## Frühe Neuzeit
- Wolfgang Ammon, (1903). Selbstbiographie des Stadtpfarrers Wolfgang Ammon von Marktbreit († 1634). Mitget. v. Franz Hüttner. In: Archiv für Kulturgeschichte, 1, S. 50–98, 214–239, 284–325.
- Babur, Baburnama (engl. Übersetzung), Autobiografie des ersten Mogulherrschers, erstellt um 1525
- Johann Beer, (1965). Sein Leben von ihm selbst erzählt. Hrsg. v. Adolf Schmiedecke. Göttingen: Vandenhoeck & Ruprecht.
- Sigmund von Birken, (1988). Prosapia / Biographia. Hrsg. v. Dietrich Jöns u. Hartmut Laufhütte. Tübingen: Niemayer.
- Johannes Butzbach, Odeporicon. Wanderbüchlein. Manesse-Verlag, Zürich 1993, ISBN 3-7175-1842-9 (übers. von Andreas Beriger)
- Johannes Butzbach (1912, unveränderter Nachdruck 1984). Des Johannes Butzbach Wanderbüchlein: Chronika eines fahrenden Schülers. Hrsg. v. D. J. Becker. Neustadt an der Aisch: Schmidt.
- Johannes Butzbach (1991). Odeporicon: eine Autobiographie aus dem Jahre 1506. Einleitung, Übersetzung und Kommentar von Andreas Beriger. Zweisprachige Ausgabe. Weinheim: VCH, Acta Humaniora.
- Girolamo Cardano: Des Girolamo Cardano von Mailand eigene Lebensbeschreibung. 1576, ISBN 978-3-89997-218-4
- Ludwig von Diesbach: Ludwigs von Diesbach, Herrn zu Landshut und Diesbach, Chronik und Selbstbiographie. In: Schweizerische Geschichtsforscher, Band 8 (1832), S. 161–215 online in der Google-Buchsuche
- Ludwig von Diesbach (1986). Die autobiographischen Aufzeichnungen Ludwig von Diesbachs: Studien zur spätmittelalterlichen Selbstdarstellung im oberdeutschen und schweizerischen Raum. Hrsg. v. Urs Martin Zahnd. Bern: Stämpfli.
- Giacomo Casanova, Geschichte meiner Flucht, 1788 erstpubliziert
- Giacomo Casanova, Geschichte meines Lebens, 1822–1828 erstpubliziert
- Salomo Sachs Mein fünfzigjähriges Dienstleben und literarischen Wirken Ein Beitrag zur tatsächlichen Beleuchtung der Frage „Sind Juden zum Staatsdienst geeignet“ von S.Sachs Königlicher Regierungs=Bau=Inspektor in Berlin Mit dem Portrait des Verfassers (Zum Besten der Berliner Armen) Berlin, 1842 Im Selbstverlag des Verfassers (Alexanderstraße Nr. 55.) gedruckt bei F. Weidle
- Benvenuto Cellini, Mein Leben (Autobiografie des Benvenuto Cellini), erstellt etwa 1557–1567, 1728 erstpubliziert
- Lucas Geizkofler (1873). Lucas Geizkofler und seine Selbstbiographie 1550–1620. Hrsg. v. Adam Wolf. Wien: Braunmüller.
- Glückel von Hameln, Denkwürdigkeiten der Glückel von Hameln. Übersetzt und hrsg. von Alfred Feilchenfeld. Jüdischer Verlag, Berlin 1913 (Nachdrucke der 4. Auflage 1923: Athenäum, Frankfurt 1987, ISBN 3-610-04699-6 u. a.; zuletzt: Philo, Bodenheim 1999, ISBN 3-8257-0073-9).
- Glückel von Hameln, Die Memoiren der Glückel von Hameln. Übersetzt von Bertha Pappenheim nach der Ausgabe von David Kaufmann. Meyer & Pappenheim, Wien 1910 (Nachdruck mit Vorwort von Viola Roggenkamp: Beltz, Weinheim 1994, ISBN 3-89547-040-6; Taschenbuchausgabe: Beltz, Weinheim 2005, ISBN 3-407-22169-X; E-Text bei de.wikisource).
- Augustin Güntzer (1896). Augustin Güntzers merkwürdige Lebensgeschichte. Ein Kulturbild aus dem Jahrhundert des 30jährigen Krieges. Erzählt von ihm selbst. In: Barmer Bücherschatz, 3. u. 4. Band. Barmen: Wupperthaler Traktat-Gesellschaft.
- Johann von Soest, in: Walther Karl Zülch (Hrsg.): Johann Steinwert von Soest. Der Sänger und Arzt (1448–1506). Frankfurt am Main 1920.
- Felix Platter (1976). Tagebuch (Lebensbeschreibung) 1536–1567. Hrsg. v. Valentin Lötscher. Basel; Stuttgart: Schwabe.
- Thomas Platter, Felix Platter (1878). Thomas und Felix Platter: Zur Sittengeschichte des 16. Jahrhunderts. Hrsg. v. Heinrich Boos. Leipzig: Hirzel.
- Thomas Platter (1944). Thomas Platter: Lebensbeschreibung. Hrsg. v. Alfred Hartmann. Klosterberg, Basel: Schwabe.
- Thomas Platter und Felix Platter: 2 Autobiographieen. Ein Beitrag zur Sittengeschichte des XVI. Jahrhunderts Herausgegeben von D. A. Fechter. Basel 1840 (Digitalisat)
- Thomas Platter: Lebensbeschreibung. Herausgegeben von Alfred Hartmann, 3. Auflage, Basel 2006, ISBN 978-3-7965-1372-5
- Johann Steinwert von Soest (1811). Johanns von Soest eigne Lebensbeschreibung. In: Frankfurtisches Archiv für ältere deutsche Literatur und Geschichte. Hrsg. v. J. C. v. Fichard. Frankfurt am Main: Gebhard & Körber. (S. 84–139)
- Franz Simon Meyer: Die ganze Geschichte meines gleichgültigen Lebens. Herausgegeben von Sebastian Diziol. Band 1. 1816–1828. Die Jugendjahre. Solivagus Praeteritum, Kiel 2016, ISBN 978-3-9817079-3-9. Band 2. 1829–1849. In Zeiten der Revolution. Solivagus Praeteritum, Kiel 2017, ISBN 978-3-9817079-6-0.
- Pius II., Commentarii rerum memorabilium que temporibus suis contigerunt, 1463
- Lucas Rem (1861). Tagebuch des Lucas Rem aus den Jahren 1494–1541. Hrsg. v. B. Greiff. Augsburg: Hartmann.
- Jean-Jacques Rousseau,  Bekenntnisse (fr: Les Confessions), 1782–1789
- Andreas Ryff (1870). Selbstbiographie des Andreas Ryff (bis 1574). In: Beiträge zur vaterländischen Geschichte. 9. Band. Hrsg. v. d. historischen Gesellschaft in Basel. Basel: Georg.
- Bartholomäus Sastrow (1823–1824). Bartholomäi Sastrowen Herkommen, Geburt und Lauff seines gantzen Lebens. 1. bis 3. Band. Hrsg. v. Gottlieb Christian Friedrich Mohnike. Greifswald: Universitäts Buchhandlung.
- Balthasar Sibenhar (1901). Die Selbstbiographie des Balthasar Sibenhar, Pfarrers in Beyerberg 1572–1601. Mitgeteilt v. J. Bickel. In: Beiträge zur bayerischen Kirchengeschichte, 7/8. 7, S. 256–274 und 8, S. 32–48.
- Matthäus Schwarz, in: August Fink (Hrsg.): Die Schwarzschen Trachtenbücher. Deutscher Verein für Kunstwissenschaft, Berlin 1963.
- Matthäus Schwarz, Veit Konrad Schwarz, (1963). Die Schwarzschen Trachtenbücher. Hrsg. von August Fink. Berlin: Deutscher Verein für Kunstwissenschaft.
- Hermann von Weinsberg: Gesamteditionsprojekt (digital fortlaufend) Digitales Editionsprojekt mit historischer und sprachgeschichtlicher Auswertung der Aufzeichnungen des Kölner Bürgers Hermann Weinsberg (1518–1597) an der Universität Bonn (abgerufen am 19. Juli 2012)
- Burkhard Zingg (= Burkart Zink), in: C. Hegel (Hrsg.): „Die Chroniken der deutschen Städte“, Bd. 5, Leipzig 1866. S. XI-XLV.

## Moderne

### 19. und 20. Jahrhundert
- Nadja Abd el Farrag, Achterbahn - Eine Biografie, 2018
- Andre Agassi, Open, dt. Open: Das Selbstportrait, 2009
- Louis Althusser, L'avenir dure longtemps, dt. Die Zukunft hat Zeit, 1992
- Maya Angelou, I Know Why the Caged Bird Sings, 1969
- Hermann Bahr, Selbstbildnis, 1923
- Herman Bang, Das weiße Haus, Erinnerungen, 1898
- August Bebel, Aus meinem Leben, 1910–1914
- Boris Becker, Das Leben ist kein Spiel, 2013
- David Beckham, Mein Leben, 2004
- Gerhard J. Bellinger, Wer einem Stern folgt kehrt nicht um. Eine Bildbiografie, 2017
- Thomas Bernhard, Die Ursache – Der Keller – Der Atem – Die Kälte – Ein Kind
- Walter Benjamin, Berliner Kindheit um neunzehnhundert
- Justin Bieber, Erst der Anfang: Mein Leben, 2011 (original: First Step 2 Forever: My Story, 2010)
- Bismarck, Gedanken und Erinnerungen
- Martin Boos, Sein Selbstbiograph, 1826 (in Fraktur; 2021 in moderner Schrift)
- Artur Brausewetter, (um 1944). Lebenserinnerungen. Abel: Greifswald.
- Elias Canetti, Die gerette Zunge (1977), Die Fackel im Ohr (1980), Das Augenspiel (1985), Party im Blitz. Die englischen Jahre (posthum, 2003)
- Charlie Chaplin, Die Geschichte meines Lebens, 1964
- Sir Winston Churchill, Weltabenteuer im Dienst - My Early Life: A Roving Commission, Leipzig 1931
- Bruce Dickinson, What Does This Button Do?, 2017 (Deutsche Ausgabe 2018)
- Hans Dominik, Vom Schraubstock zum Schreibtisch, 1942
- Kirk Douglas, The Ragman’s Son, 1988, dt.: Weg zum Ruhm
- Stefan Effenberg, Ich hab's allen gezeigt, 2003
- Johannes Ewald, Leben und Ansichten, 1778/1855
- Franz Michael Felder, Aus meinem Leben, 1869
- Joachim Fest, Ich nicht, 2006
- Theodor Fontane, Meine Kinderjahre (1893)
- Theodor Fontane, Von Zwanzig bis Dreißig (1898)
- Benjamin Franklin, Autobiografie des Benjamin Franklin, 1869
- Peter Franz, Der rote Pfarrer von Kapellendorf. Als Christ und Sozialist im Diesseits, 2017
- Mahatma Gandhi, Geschichte meiner Experimente mit der Wahrheit, 1927 und 1929
- Johann Wolfgang von Goethe, Aus meinem Leben. Dichtung und Wahrheit, 1833
- Emma Goldman, Living my life, 1931; dt. Gelebtes Leben, 2010
- Thomas Gottschalk, Herbstblond, 2015
- Ulysses S. Grant, Memoiren, 1885
- Günter Grass, Beim Häuten der Zwiebel, 2006
- Karl Gutzkow, Aus der Knabenzeit, 1852
- Karl Gutzkow, Rückblicke auf mein Leben, 1875
- Otto Hahn, Vom Radiothor zur Uranspaltung, 1962 – außerdem: Mein Leben, 1968
- Morten Harket, My take on me, 2016
- Heinrich Harrer, Sieben Jahre in Tibet, 1952
- Max Hoelz, Vom „Weißen Kreuz“ zur roten Fahne, 1929
- Billy Idol, Dancing With Myself, 2014
- James Joyce, Ein Porträt des Künstlers als junger Mann, 1916
- Franz Jung, Der Weg nach unten, 1961
- Helen Keller, Die Geschichte meines Lebens, 1903
- Ruth Klüger, Weiter leben. Eine Jugend, 1992
- Arthur Koestler, Arrow in the Blue, London 1952; Die Geheimschrift, München 1955
- Pjotr Alexejewitsch Kropotkin, Memoiren eines Revolutionärs, 1899
- Wilhelm von Kügelgen, Jugenderinnerungen eines alten Mannes, 1870
- Selma Lagerlöf, Aus meinen Kindertagen, 1930, Tagebuch der Selma Ottilia Lovisa Lagerlöf
- Michel Leiris, Die Spielregel — La Règle du jeu, 1948 – 1976
- Wolfgang Leonhard, Die Revolution entläßt ihre Kinder, Berlin 1955
- Primo Levi, Ist das ein Mensch, im Original 1958
- Salomon Maimon, Salomon Maimons Lebensgeschichte, 1792
- Nelson Mandela, Der lange Weg zur Freiheit, 1994
- Nadeschda Jakowlewna Mandelstam, Das Jahrhundert der Wölfe, dt. 1971
- Karl May, Mein Leben und Streben, 1910
- John Stuart Mill, Autobiografie (Mill), 1873
- Arthur Miller, Timebends (dt. Zeitkurven), 1987
- Patrick Modiano, Ein Stammbaum, 2005
- Heiner Müller, Krieg ohne Schlacht. Leben in zwei Diktaturen. Eine Autobiografie, 1992
- Axel Munthe, Das Buch von San Michele, 1929
- Vladimir Nabokov, Speak, Memory, 1966
- Wolfgang Niedecken, Für ’ne Moment, 2011
- Friedrich Nietzsche, Ecce homo, 1888
- Anaïs Nin, Das Tagebuch der Anaïs Nin, 1966–1976
- Hans Nowak, Ein Leben wie ein Tag, 1995
- Amos Oz, Eine Geschichte von Liebe und Finsternis, 2002 (dt. 2004)
- Shlomo Perel, Ich war Hitlerjunge Salomon, 1989
- Gina Pietsch, Mein Dörfchen Welt, 2017
- Thomas De Quincey, Bekenntnisse eines englischen Opiumessers, 1821
- Brigitte Regler-Bellinger, Wie ich wurde, was ich bin. Begegnungen auf meinem Lebensweg, 2017
- Marcel Reich-Ranicki, Mein Leben – Marcel Reich-Ranicki, 1999
- Ludwig Renn, Meine Kindheit und Jugend, 1957
- Gabriele Reuter, Vom Kinde zum Menschen. Die Geschichte meiner Jugend, 1921
- Emily Ruete (1886). Memoiren einer Arabischen Prinzessin. Berlin: Luckhardt.
- Salman Rushdie, Knife. Gedanken nach einem Mordversuch, 2024
- Bertrand Russell, Autobiografie (Russell), 1967, 1969
- George Sand, Geschichte meines Lebens, 1855
- Jean-Paul Sartre, Die Wörter, 1964
- Arthur Schnitzler, Jugend in Wien, entstanden 1915–1918, ersch. 1968
- Arnold Schwarzenegger, Total Recall – Die wahre Geschichte meines Lebens, 2012
- Albert Schweitzer, Aus meinem Leben und Denken, 1933
- Victor Serge, Erinnerungen eines Revolutionärs 1901–1941, dt. 1991
- Johann Gottfried Seume, Mein Leben, 1813
- Gertrude Stein, Die Autobiografie von Alice B. Toklas, 1933
- Fritz Stern, Fünf Deutschland und ein Leben – Erinnerungen, 2007
- Ernst Toller, Eine Jugend in Deutschland, Amsterdam 1933
- Leo Trotzki, Mein Leben, Berlin 1930
- Otto Waalkes, Kleinhirn an alle, 2018
- Richard Wagner, Mein Leben, 1911
- Peter Weiss, Abschied von den Eltern, 1960
- Rosalia Wenger, Rosalia G., 1978
- Anna Wimschneider, Herbstmilch, 1985
- H. G. Wells, Experiment in Autobiography, 2 Bände, London 1934
- Malcolm X, Die Autobiografie des Malcolm X, 1965
- William Butler Yeats, Autobiografie (Yeats), 1936
- Carl Zuckmayer, Als wär’s ein Stück von mir, 1966
- Fritz Zorn, Mars, 1977
- Stefan Zweig, Die Welt von Gestern, 1942

### 21. Jahrhundert
- Angela Merkel, Beate Baumann, Angela Merkel, Freiheit — Erinnerungen 1954 — 2021, Köln 2024
- Peter Merseburger, Aufbruch ins Ungewisse. Erinnerungen eines politischen Zeitgenossen. München 2021